# Chris Holm
Christopher George Holm, detto Chris (Long Beach, 27 novembre 1984), è un ex cestista e allenatore di pallacanestro statunitense, professionista nella NBDL, in Europa e in Asia.